# 4491 Отару
4491 Отару (4491 Otaru) — астероїд головного поясу, відкритий 7 вересня 1988 року.
Тіссеранів параметр щодо Юпітера — 3,683.
Названо на честь Отару (яп. おたる(小樽) отару)